# U234 (潜水艦)

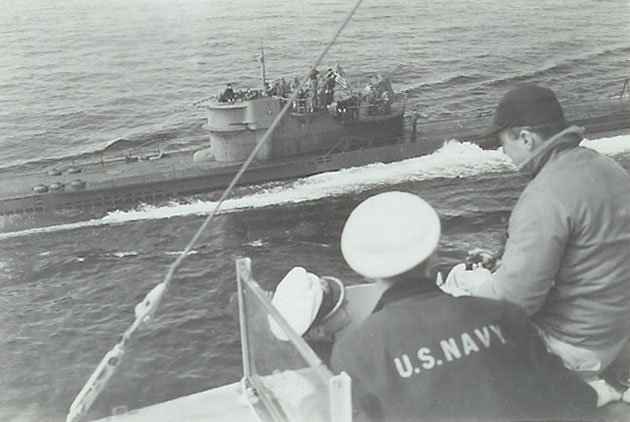
大西洋上にて降伏するドイツ海軍潜水艦U-234、米駆逐艦サットンより撮影

U-234は第二次世界大戦中にドイツ海軍によって建造されたXB型潜水艦の1艦、U-Boot 234、またはUnterseeboot 234の略称である。（英語では U-234 、ドイツ語ではハイフンを付けず U234 と略される。）

## 概要
当初は機雷敷設潜水艦として建造、後に輸送潜水艦として設計変更された。1944年3月2日就役、新造艦訓練を受けたあと、駐日ドイツ大使館付武官、ドイツ人技術者、当時のドイツ軍の新兵器、並びにウラン塊を日本へ輸送する任務が課せられた。

## 積荷及び便乗者
U-234は、1945年3月24日にドイツのキール軍港から240トンの積荷とともに日本に向け出航している。艦内にはドイツで潜水艦建造を学んだ友永英夫技術中佐、イタリア、ドイツでジェットエンジンを学んだ庄司元三技術中佐とドイツの軍人や民間人が便乗していた。
ドイツ人の内訳は、1939年春以来駐日ドイツ大使館付空軍武官を務めるヴォルフガング・フォン・グロナウ空軍少将（de:Wolfgang von Gronau）の後任として赴任するウルリッヒ・ケスラー（de:Ulrich Kessler）空軍大将、海軍法務官カイ・ニーシュリング(Kai Nieschling)、電波兵器の専門家で、後にアメリカ軍の兵器開発のために働くことになるハインツ・シュリッケ（en:Heinz Schlicke）博士、Me262ジェット戦闘機のトップ技術者の一人であるアウグスト・ブリンゲヴァルト（August Bringewald）。また、友永技術中佐が「U235」と記入した積荷も積み込まれた。

## ドイツ敗戦と降伏
U-234はキール出航後の3月29日、バルト海で潜航中にU-1301と接触事故を起こした。その修理後ノルウェーのクリスチャンセン（Kristiansand）から4月16日午後再度出航した。
1945年5月10日に大西洋上にて浮上した際、ドイツが既に降伏したことを知った艦長のヨハン・ハインリヒ・フェーラー（Johann-Heinrich Fehler ）海軍大尉は、一時は日本人便乗者を南米の中立国アルゼンチンに送り届けることに決するが、デーニッツ海軍総司令官の降伏命令と部下の安全を優先してアメリカ軍に降伏することを決心、友永と庄司両技術中佐は捕虜となるのを潔しとせず自決した。
5月14日、北大西洋上の通称“フレミシュキャップ（Flemish Cap）”の東海上にて、拿捕命令を受けた米海軍の護衛駆逐艦「サットン」（USS Sutton）に停船を命じられ、乗組員はその場で操船要員を除く全員が退艦することとなる。
その後アメリカ海軍の拿捕回航員らにより、U-234は一旦メーン州キャツコ・ベイへ向かうが、そこでの積荷の一部の紛失を、後にベルマ・ハント（Velma Hunt）ペンシルベニア州立大学元教授らにより指摘されている。その後、U-234はニューハンプシャー州ポーツマスに向かう。米海軍はこの寄港時点で約550kgの「U235」の積み下ろしを記録しているが、この時何故か、ウラン塊同様、積荷目録にあった筈の「分解済みMe 262型ジェット戦闘機」の存在が、米海軍側の資料に記録されていなかった。つまり、このことが当初ドイツ側の目録に記載されていた積荷の一部が、この時までに他の寄港地で積み下ろされていたのではないか、との疑惑を生む原因となった。

## U-234の最期

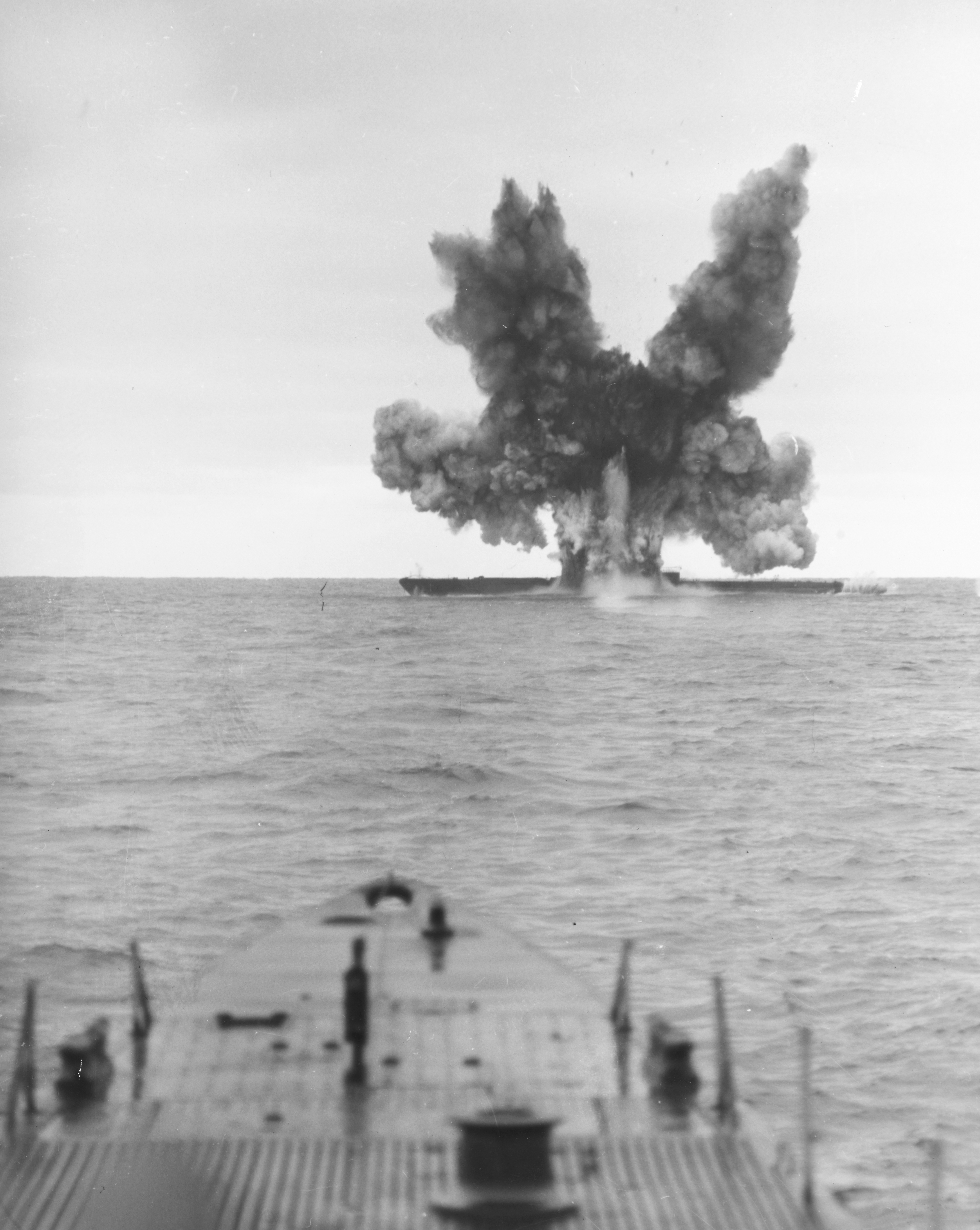
標的艦として米潜水艦グリーンフィッシュからの雷撃により、その最期を遂げるU-234（マサチューセッツ州ケープ・コッド沖、1947年11月20日）

積荷を回収されたU-234は、その後米海軍の標的艦とされ、1947年11月20日、ケープ・コッド沖北東およそ40海里の海上にて、米潜水艦グリーンフィッシュからの一発の雷撃により、その最期を遂げた。

## その他の日独連絡艦
U-234以外にも他のUボートや日本海軍の伊号潜水艦が日独間の輸送任務に従事していたが、多くは伊号潜水艦によるものだった。
成功例としては1943年10月5日、ヴィシー政権下のフランスから祖国を目指して復路に就いた第二次遣独艦伊八潜が唯一である。
最後となる第五次遣独艦として1944年4月23日に呉を出港した伊五二潜は6月25日の到着直前にビスケー湾にて米艦載機の攻撃で撃沈された。